# Lepadi
Lepadi is een bestuurslaag in het regentschap Dompu van de provincie West-Nusa Tenggara, Indonesië. Lepadi telt 2360 inwoners (volkstelling 2010).